# 圣马塞尔 (默尔特-摩泽尔省)
圣马塞尔（法語：Saint-Marcel，法語發音：[sɛ̃ maʁsɛl] ⓘ）是法国默尔特-摩泽尔省的一个市镇，属于布里埃区。

## 地理
圣马塞尔（49°7'18"N, 5°57'15"E）面积11.35 平方千米，位于法国大東部大區默尔特-摩泽尔省，该省份为法国东北部内陆省份，是洛林的一部分，北邻比利时、卢森堡，北起顺时针与摩泽尔省、下莱茵省、孚日省和默兹省接壤。
与圣马塞尔接壤的市镇（或旧市镇、城区）包括：格拉沃洛特、韦尔内维尔、布吕维尔、栋库尔莱孔夫朗、茹阿维尔、勒宗维尔-维永维尔。

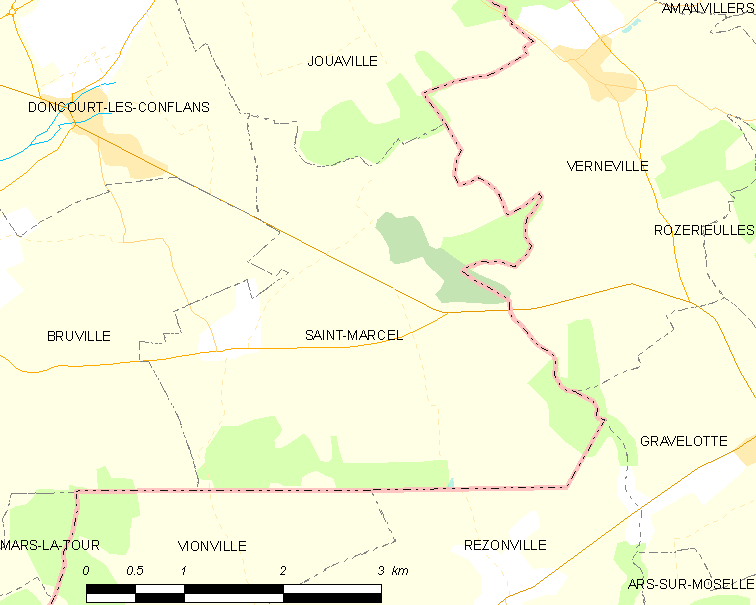
的OSM定位图

圣马塞尔的时区为UTC+01:00、UTC+02:00（夏令时）。

## 行政
圣马塞尔的邮政编码为54800，INSEE市镇编码为54478。

## 政治
圣马塞尔所属的省级选区为雅尼县。

## 人口

1962-2008年间人口变化图示

圣马塞尔于2022年1月1日时的人口数量为150人。